# Rudi Ebeling
Rudi (Rudolf) Ebeling (* 27. August 1921 in Dannefeld; † 2007) war ein deutscher Maler und Grafiker.

## Leben und Werk
Ebeling absolvierte eine Lehre als Dekorationsmaler. Danach wurde er zur Wehrmacht eingezogen und nahm er am Zweiten Weltkrieg teil.
Von 1950 bis 1953 studierte er bei Gabriele Mucci und Horst Strempel an der Kunsthochschule Berlin-Weißensee. Wegen kritischer Äußerungen zur propagandistischen Ausrichtung der Dritten Deutschen Kunstausstellung wurde er aus der SED ausgeschlossen und von der Hochschule exmatrikuliert. Er arbeitete dann als Zeichenlehrer. 1956 gelang es ihm, wieder zum Studium bei Gabriele Mucci und Bert Heller zugelassen zu werden, das er 1958 abschloss. Danach arbeitete er in Berlin als freischaffender Maler und Grafiker. Da das anfangs für den Lebensunterhalt nicht ausreichte, fertigte er mit einigen Zutaten aus Westberlin Lampen, die er verkaufen konnte.
Im Oktober 1960 gründete Ebeling mit finanzieller und moralischer Unterstützung vor allem Fritz Cremers in der Wilhelm-Pieck-Straße (heute Torstraße) 227 die kleine Ausstellungs- und Verkaufsgalerie Konkret, die erste Künstler-Selbsthilfe-Galerie in der DDR. Er leitete die Galerie dann vor allem mit Unterstützung Heidrun Hegewalds. An der Galerie beteiligten sich etwa 20 junge Ostberliner Künstler, darunter Jürgen Böttcher, Wilfried Fitzenreiter, Dieter Goltzsche, Harald Hakenbeck, Friedrich B. Henkel, Siegfried Krepp, Dankwart Kühn (* 1934), Harald Metzkes, Ronald Paris, Hanfried Schulz, Werner Stötzer, Hans Vent und Horst Zickelbein. Davon zogen sich einige kurz nach der Eröffnungsausstellung wieder zurück. Die Galerie genoss nicht das Wohlwollen des Verbands Bildender Künstler der DDR (VBK). Die ausgestellten Arbeiten galten als „dekadent“, und die Galerie wurde vom Ministerium für Staatssicherheit überwacht. Im Juni 1961 wurde sie geschlossen.
Ebeling malte insbesondere Arbeits-Darstellungen und Alltags-Genrebilder und fertigte politische Grafiken. Zu seinem Gesamtwerk gehören auch Hausgiebelgestaltungen und Wandgestaltungen in Kindergärten (1960er Jahre).
Er war bis 1990 Mitglied des Verbands Bildender Künstler der DDR.

## Werke (Auswahl)
- Winter (vor 1953, Öl, 33 × 41 cm; auf der Wanderausstellung „Berliner Künstler“)
- Ostsee (vor 1953, Öl, 34 × 42 cm; auf der Wanderausstellung „Berliner Künstler“)

- Fischer (1958, Öl, 80 × 100 cm; auf der Akademie-Ausstellung „Junge Künstler. Malerei“; heute in einem Museum in Dublin)
- Porträt von Angela Davis (Siebdruck nach einer Fotografie, 1973)

## Teilnahme an Ausstellungen (mutmaßlich unvollständig)
- 1952: Bautzen, Görlitz und Zittau (Wanderausstellung „Berliner Künstler“)

- 1961: Berlin, Deutsche Akademie der Künste („Junge Künstler. Malerei“)
- 1974: Berlin, Altes Museum („25 Jahre Graphik in der DDR. 1949–1974“)
- 1975: Berlin, Bezirkskunstausstellung

## Weblink
- Die Vorgeschichte der selbstbestimmten Ausstellungskultur 1945–1970 bei der Bundeszentrale für politische Bildung